# Swed Nano Tech

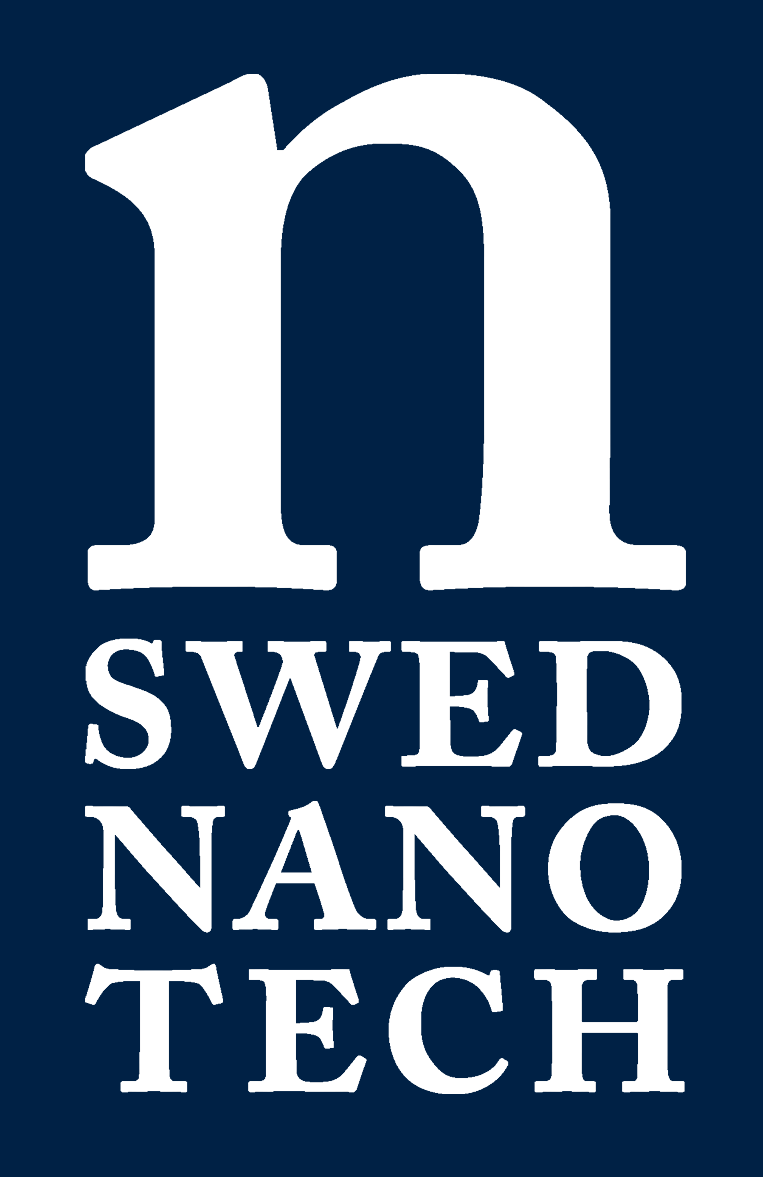
SwedNanoTechs logotyp.

Swed Nano Tech, av föreningen skrivet SwedNanoTech, är en förening för nanoteknikaktörer i Sverige. Syftet med föreningen är att sammanföra kompetenser inom akademi, industri och näringsliv för att skapa förutsättningar för innovation och utveckling av svensk nanoteknik. Föreningen bildades 2010 och har kontor i Stockholm.